# Аль-Кадісія (Ель-Хубар)
«Аль-Кадісія» (араб. القادسية) — саудівський футбольний клуб з міста Ель-Хубар, заснований у 1967 році. Домашні матчі проводить на стадіоні принца Сауда аль-Джалаві, що вміщає 10 000 глядачів. За свою історію клуб по одному разу вигравав Кубок наслідного принца, Кубок федерації футболу та кубок володарів кубків Азії.

## Історія
Клуб був названий на честь Кадісійської битви, що сталася на території сучасної іракської мухафази Кадісія в листопаді 636 року, коли арабські війська розбили чисельно переважаючі сили сасанідської Персії.
Клуб був створений у 1967 році шляхом об'єднання двох команд з Ель-Хубара, які були створені раніше таким же чином, шляхом об'єднання всіх існуючих на той момент в місті клубів, а перша команда в Ель-Хубарі була створена ще в 1935 році.
Золотим періодом для «Аль-Кадісії» став початок 1990-х років, коли команді вдалося виграти Кубок наслідного принца, Кубок федерації футболу і Кубок володарів кубків Азії.
За підсумками сезону 2007/08 «Аль-Кадісія» посіла останнє, 12-е місце в Прем'єр-лізі, в результаті чого її покинула і була переведена у другий ешелон саудівського футболу. В подальшому команда неодноразово поверталась в елітний дивізіон і знову з нього вилітала.

## Клубні кольори
| Червоний | Жовтий |

## Досягнення

### Внутрішні
- Кубок наслідного принца Саудівської Аравії: (1)[4]
Володар: 1991/92
Фіналіст: 2004/05
- Кубок Федерації футболу Саудівської Аравії: (1)
Володар: 1993/94
Фіналіст: 1989/90, 1992/93

### Міжнародні
- Володар Кубка володарів кубків Азії (1): 1994
- Фіналіст Арабського кубка володарів кубків (1): 1993/94

## Відомі тренери
| - Алі Саєд Ахмед Шейх (1969–71) - Халіль Ібрагім Аль-Заяні (1992–93) - Ян Пиварник (1993–94) - Кабралзіньйо (1999–01) - Ахмад Аль-Айлані (2001–03) - Юссеф Зуауї (2003) - Ян Пиварник (2003–04) - Ахмад Аль-Айлані (2004–05) - Дімітар Дімітров (2009–11) - Маріану Баррету (2011–13) - Абдулразак Аль-Шабі (7 серпня 2013 – 10 лютого 2014) - Омар Бакхашвайн (13 лютого 2014 – 2 березня 2014) - Гьоко Хаджиєвський (27 травня 2014 – 12 жовтня 2014) - Джаміль Кассем (20 жовтня 2014 – 30 жовтня 2015) | - Алешандре Галлу (30 жовтня 2015 – 29 січня 2016) - Хамад Аль-Доссарі (29 січня 2016 – 29 жовтня 2016) - Ріад Белхір (29 жовтня 2016 – 9 листопада 2016) - Еліо дос Анжос (9 листопада 2016 – 22 квітня 2017) - Бандар Басрайх (22 квітня 2017 – 5 травня 2017) - Насіф Беяуї (16 червня 2017 – 2 листопада 2017) - Пауло Бонаміго (2 листопада 2017 – 5 лютого 2018) - Бандар Басрайх (5 лютого 2018 – 13 квітня 2018) - Александар Станоєвич (23 травня 2018 – 4 листопада 2018) - Івайло Петєв (11 листопада 2018 – 10 березня 2019) - Бандар Басрайх (10 березня 2019 – 22 квітня 2019) - Насіф Беяуї (22 квітня 2019 – 16 травня 2019) - Юсеф Аль-Маннаї (28 червня 2019 – ) |